# オルガ・ヤコヴレヴァ
オルガ・ヤコヴレヴァ（ロシア語: Ольга Леонидовна Яковлева、英語: Olga Yakovleva、1963年12月15日 - ）は、ロシアの元女子バスケットボール選手である。ソウルオリンピック女子バスケットボールソビエト連邦代表。

## 来歴
レニングラード体育大学卒業。
1990年から2シーズン、日本の三井生命でプレーした。